# Sunnmøre

Sunnmøre markerat på en karta över Møre og Romsdal fylke. Observera att kommunindelningen har förändrats.

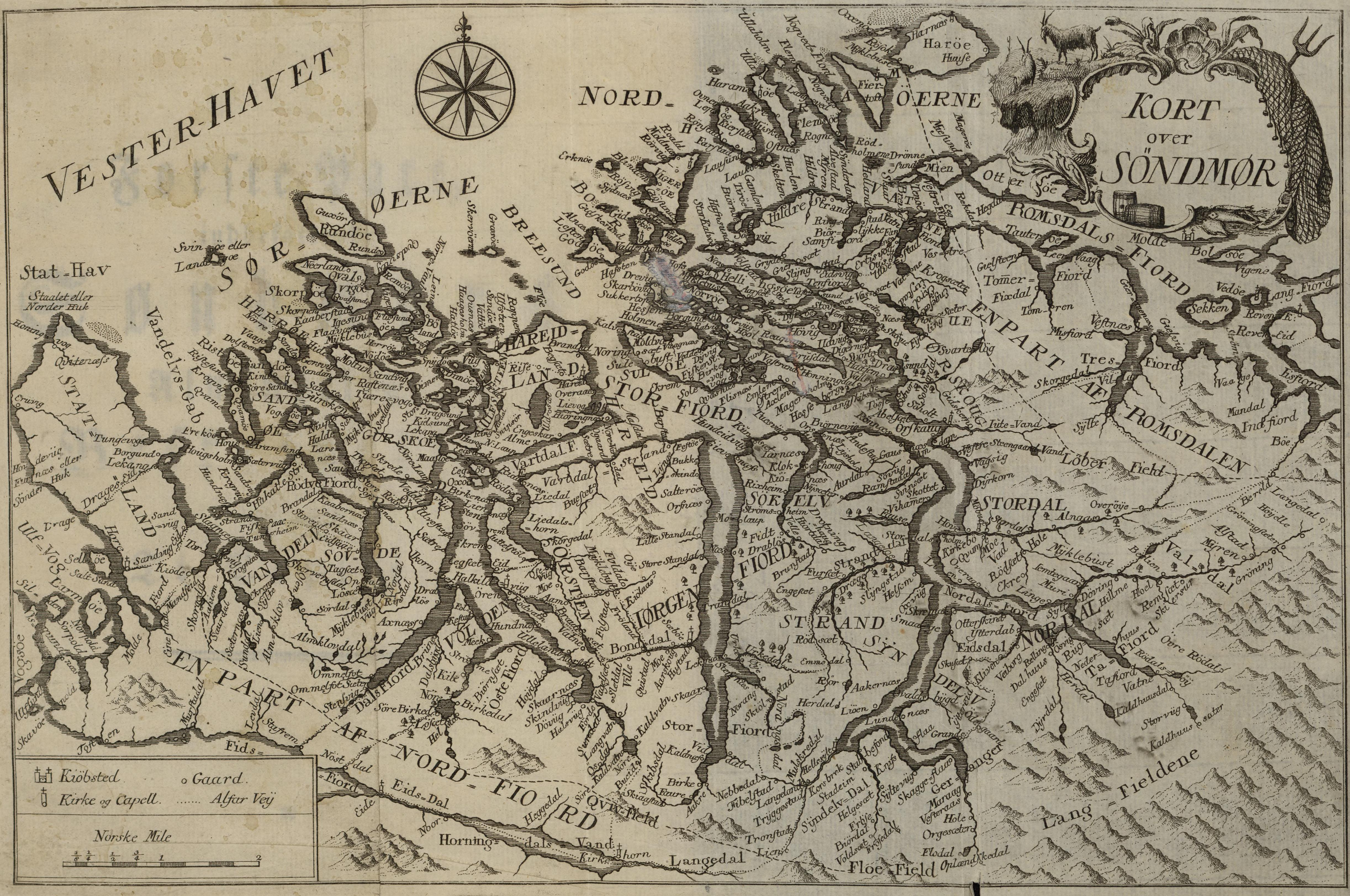
Historisk karta från 1762 över fögderiet Sunnmöre.

Sunnmøre är ett landskap som utgör den södra delen av Møre og Romsdal fylke i västra Norge. Historiskt har Sunnmøre varit ett eget fögderi. 2012 hade landskapet cirka 138 000 invånare fördelade på en yta av 5 200 kvadratkilometer. 

## Geografi
Sunnmøre har ett varierat landskap: längs kusten ligger ett pärlband av öar, den största, 165 kvadratkilometer stor, är Hareidlandet. Regionens flygplats - Ålesunds flygplats - ligger på ön Vigra. Vigra har sedan oktober 1987 tunnelförbindelse med Ålesund, Sunnmøres största stad. Landskapet genomskärs av långsmala fjordar, av vilka åtminstone Geirangerfjorden har världsrykte som sevärdhet och återfinns på Unescos lista över världsarv. Mellan fjordarna reser sig fjällområden med toppar på höjder nära 2 000 meter. Högsta toppen Pyttegga har en högsta punkt på 1 999 meter över havet. 

## Kommuner
Följande fjorton kommuner utgör idag Sunnmøre: 
- Fjords kommun
- Giske kommun
- Harams kommun
- Hareids kommun
- Herøy kommun
- Sande kommun
- Stranda kommun
- Sula kommun
- Sykkylvens kommun
- Ulsteins kommun
- Vanylvens kommun
- Volda kommun
- Ålesunds kommun
- Ørsta kommun

## Näringsliv
Av stor ekonomisk betydelse är möbeltillverkningen vid Ekornes fabriker. Företaget har 1 500 anställda och omsatte över 2 miljarder norska kronor. Av tillverkningen går 80 procent på export. Vilfåtöljen Stressless är företagets största enskilda möbelsuccé. 
I Ulsteinvik finns varvsföretagen Ulstein Group och Kleven Verft.

## Sevärdheter
- Geirangerfjorden - på Unescos världsarvslista
- Ålesund - staden som brann ner och återuppbyggdes i Jugendstil
- Runde - fågelö och fyndplats för Rundeskatten

## Kända personer
- Ivar Aasen, från Ørsta, norsk språkvetare och grundläggare av nynorskan
- Åge Hareide, fotbollstränare och norsk förbundskapten för herrlandslaget
- May-Britt och Edvard Moser,[1] Nobelpristagare i medicin 2014
- Margreth Olin, från Stranda kommun, dokumentärfilmare
- Fredrik Sigurdh,  inflyttad från Sverige, författare, skribent[2]

## Fotnoter
1. ↑  Ekteparet Moser hopper av glede NRK 6 oktober 2014
2. ↑  ”Søk | Akademika.no - Størst utvalg av fagbøker, pensumbøker, lærebøker til lave priser!”. www.akademika.no. Arkiverad från originalet den 31 juli 2016. https://archive.is/20160731181841/http://www.akademika.no/search/apachesolr_search/Art%2520of%2520Sunnm%C3%B8re. Läst 31 juli 2016.